# Evelyn Furtsch
Evelyn Pearl Furtsch-Ojeda, ameriška atletinja, * 17. april 1914, San Diego, Kalifornija, ZDA, † 5. marec 2015, Santa Ana, Kalifornija.
Nastopila je na Poletnih olimpijskih igrah 1932 v Los Angelesu, kjer je osvojila naslov olimpijske prvakinje v štafeti 4x100 m s svetovnim rekordom 46,9 s.